# Quận Robeson, North Carolina
Quận Robeson là một quận trong bang Bắc Carolina. Dân số năm 2004 là 126.469—tăng 2,54% so với số liệu điều tra năm 2000

## Địa lý
Theo Cục điều tra dân số Hoa Kỳ, quận có tổng diện tích 951 dặm Anh vuông (2.463 km²), lớn nhát bang Bắc Carolina. 949 dặm Anh vuông (2.457 km²) là diện tích đất và 2 dặm Anh vuông (6 km²) trong tổng diện tích (0,23%) là diện tích mặt nước.

## Thông tin nhân khẩu
Theo cuộc điều tra dân số2 tiến hành năm 2000, quận này có dân số 123.339 người, 43.677 hộ, và 32.015 gia đình sinh sống trong quận này. Mật độ dân số là 130 người trên mỗi dặm Anh vuông (50/km²). Đã có 47.779 đơn vị nhà ở với một mật độ bình quân là 50 trên mỗi dặm Anh vuông (19/km²).
Tại thời điểm năm 2000, Cơ cấu chủng tộc của dân cư sinh sống tại quận này gồm: 
- 38,02% người thổ dân châu Mỹ
- 32,80% người da trắng
- 25,11% người da đen hoặc African-American
- 4,86% người Hispanic hoặc người Latin thuộc bất cứ chủng tộc nào
- 0,33% người gốc châu Á
- 0,06% người các đảo Thái Bình Dương
- 2,26% từ các chủng tộc khác
- 1,41% từ hai hay nhiều chủng tộc

Có 43.677 hộ trong đó có 37,00% có con cái dưới tuổi 18 sống chung với họ, 46,60% were married couples living together, 20,60% có một chủ hộ là nữ không có chồng sống cùng, và 26,70% là không gia đình. 22,70% trong tất cả các hộ gồm các cá nhân và 8,30% có người sinh sống một mình và có độ tuổi 65 tuổi hay già hơn.  Quy mô trung bình của hộ là 2,75 còn quy mô trung bình của gia đình là 3,20,
Phân bố độ tuổi của cư dân sinh sống trong huyện là 29,00% dưới độ tuổi 18, 10,60% từ 18 đến 24, 29,30% từ 25 đến 44, 21,10% từ 45 đến 64, và 10,00% người có độ tuổi 65 tuổi hay già hơn.  Độ tuổi trung bình là 32 tuổi. Cứ mỗi 100 nữ giới thì có 94,70 nam giới. Cứ mỗi 100 nữ giới có độ tuổi 18 và lớn hơn thì, có 91,20 nam giới.
Thu nhập bình quân của một hộ ở quận này là $28.202, và thu nhập bình quân của một gia đình ở quận này là $32.514, Nam giới có thu nhập bình quân $26.646 so với mức thu nhập $20.599 đối với nữ giới. Thu nhập bình quân đầu người của quận là $13.224, Khoảng 19,60% gia đình và 28,20% dân số sống dưới ngưỡng nghèo, bao gồm 30,00% những người có độ tuổi 18 và 25,30% là những người 65 tuổi hoặc già hơn.

### Các quận giáp ranh
- Quận Cumberland, Bắc Carolina - Bắc-đông bắc
- Quận Bladen, Bắc Carolina - Đông
- Quận Columbus, Bắc Carolina - Đông nam
- Quận Dillon, Nam Carolina - Tây nam
- Quận Marlboro, Nam Carolina - Tây
- Quận Scotland, Bắc Carolina - Tây bắc
- Quận Hoke, Bắc Carolina - Bắc-tây bắc